# Uriopha
Uriopha is een geslacht van slangsterren uit de familie Ophiuridae.

## Soorten
- Uriopha ios Paterson, 1980